# Primula sinolisteri
Primula sinolisteri är en viveväxtart som beskrevs av Isaac Bayley Balfour. Primula sinolisteri ingår i släktet vivor, och familjen viveväxter.

## Underarter
Arten delas in i följande underarter:
- P. s. aspera
- P. s. longicalyx